# Pandemia de COVID-19 en Albania
Este artículo documenta la pandemia de COVID-19 en Albania y puede no incluir todas las principales respuestas y medidas contemporáneas.

## Evolución
El 8 de marzo de 2020, Albania confirmó sus dos primeros casos de coronavirus, padre e hijo, de los cuales el hijo había viajado desde Florencia, Italia.
El 9 de marzo, el Ministerio de Salud y Protección Social declaró que un total de 65 personas habían sido testadas de Covid-19, 2 de las cuales eran positivas.
El 10 de marzo, 114 personas fueron testadas de Covid-19, 10 de las cuales fueron positivas. De ellas, 6 nuevos casos estuvieron en contacto con los 2 primeros, mientras los otros nuevos casos no tuvieron conexión. Uno de ellos provenía de la ciudad de Durrës. Ese día, el presidente Ilir Meta pidió que médicos albaneses jubilados colaboraran en la lucha contra la pandemia.
El 10 de marzo, se hizo público que una mujer de Maryland (Estados Unidos) había contraído el coronavírus tras visitar Albania, aunque pasó también unas horas en un aeropuerto turco.
El 11 de marzo, un total de 241 personas fueron probadas, 15 de las cuales fueron positivas. 12 casos fueron contactos próximos del primer caso, mientras los otros, de Tirana y Lushnjë, no tenían relación. También se declaró la primera muerte, una mujer anciana de Durrës.
El 12 de marzo, la viceministra de Salud y Protección Social Mira Rakacolli afirmó que, en las últimas 24 horas, 145 personas habían sido testadas de Covid-19. De ellas, 23 casos fueron positivos, aunque 18 asintomáticos o en autoaislamiento y 5 fueron hospitalizados. En total, 134 personas estaban en cuarentena.
El 15 de marzo, 42 casos fueron confirmados, de las cuales 17 personas fueron hospitalizadas, siendo tres de ellas de baja intensidad.
El 16 de marzo, 51 casos fueron confirmados y 23 hospitalizadas, siendo tres de ellas de baja intensidad.
El 17 de marzo, 55 casos fueron confirmados y 25 hospitalizadas.

## Medidas
El 25 de febrero, Skender Brataj, jefe del Centro Nacional de Emergencia Médica (NMEC), anunció protocolos en el caso de que la enfermedad de la Covid-19 se expandiera por Albania, explicando que los ciudadanos que sospechen haber contraído el virus deben contactar con el número de emergencia nacional 127. Se dieron órdenes para que todos los ciudadanos albaneses que llegaran de China, Singapur, Irán, Corea del Sur o Italia conectaran con el mismo número de teléfono para que un servicio médico pueda acompañarlos a un hospital de infecciones para su examen. El mismo día, el Departamento de Salud y Protección Social se reunió con el Comité de Peritos Técnicos y decidió aumentar su presupuesto hospitalario en $ 1 millón, para aumentar el stock de equipamientos de protección individual. Brataj también afirmó que la pandemia de Covid-19 aún no había llegado a Albania. Especificó que los ciudadanos provenientes de las áreas afectadas serían monitorizados durante 14 días y tratados como casos sospechosos.

### Después de la llegada del COVID-19
El 8 de marzo, el gobierno interrumpió todos los vuelos desde el norte de Italia hasta 3 de abril, e interrumpió las clases de todas las escuelas durante dos semanas; también ordenó lo cancelación de todas las grandes reuniones públicas y pidió a las federaciones deportivas que cancelaran los partidos y torneos programados. El ministro de Salud de Albania, Ogerta Manastirliu, anunció que cualquier persona que entrara en Albania de áreas en cuarentena de Italia tendría que autoaislarse o sufrir castigo si no lo hiciera.

### Inicio del bloqueo
El 10 de marzo, todos los ciudadanos fueron alertados de la nueva política del estado de bloqueo. El uso de coches particulares y vehículos de transporte interurbano fue prohibido en Tirana y Durres, y todo el transporte público y privado fue prohibido en Shkodra, Lezha, Elbasani, Lushnja, Fieri y Vlora, siendo los únicos vehículos permitidos las ambulancias y los vehículos de entregas esenciales. Se aprobó conceder bonus de 1000 euros a los equipos médicos y un bonus de 500 euros a resto de trabajadores sanitarios. La desinfección de todos los locales públicos también se puso en marcha. Los jubilados recibirían sus pensiones en casa sin ningún coste. Bares, restaurantes, academias, discotecas y locales con música en vivo se vieron todos obligados a cerrar.
El primer ministro Edi Rama también anunció un aumento de las áreas de las cuales las llegadas debían autoaislarse, incluyendo a toda Italia y a toda Grecia, y ordenó que la policía patrullara las calles y detuviera a quienes violasen el confinamiento con multas de 5000 euros. El ejército y la policía se movilizaron para patrullar las calles y buscar a ciudadanos con órdenes de autoaislamiento que pudieran estar violándolos.
Gjergj Erebara, de la Balkan Insight, denunció que gran parte de los médicos albaneses habían emigrado a Alemania en los últimos años.
En la noche del día 11, vehículos de la policía tocaron mensajes en altavoces pidiendo a los ciudadanos que permanecieran en sus hogares.
El 12 de marzo, 500 personas fueron acusadas de violar la prohibición de viajar.

### "Guerra" contra la COVID-19
El 12 de marzo, el presidente Rama declaró la "guerra" al COVID-19. Anunció una serie de nuevas medidas, iniciando con un toque de queda de 72 horas durante el cual solo el transporte de necesidades básicas, como alimentos y medicamentos, sería permitido. La policía y el ejército se movilizaron y montaron un total de 70 puestos de control aquel día, esparcidos por todo el país para garantizar que las personas cumplan los requisitos de la cuarentena. Todos los bancos fueron cerrados de los días 12 a 16, pero los cajeros electrónicos continuaron abiertos.
La Iglesia Ortodoxa Autocefálica de Albania anunció el día 12 la suspensión de todos los cultos hasta 3 de abril. La Iglesia Católica suspendió todas las actividades diocesanas y parroquiales. La Iglesia Evangélica Albanesa también transmitió servicios en línea. El Kryegjyshata Global de Bektashi suspendió todas las actividades religiosas.
Desde 13 de marzo, Albania implementó su bloqueo cerrando las principales carreteras. Todas las instalaciones públicas del aeropuerto cerraron. Los viajes marítimos con Grecia o Italia quedaron prohibidos, excepto para navíos de carga.
El 15 de marzo, Albania cerró todas sus fronteras terrestres hasta nuevo aviso, prohibiendo los viajes a Montenegro, Kosovo, Macedonia del Norte o Grecia. Los centros educativos recibieron órdenes para preparar las clases en línea. Los museos, cines, teatros y parques públicos fueron cerrados indefinidamente. El gobierno albanés comenzó a organizar vuelos chárter para repatriar a los ciudadanos albaneses en el exterior. 
El 16 de marzo, Albania suspendió indefinidamente todo el tráfico aéreo a Reino Unido.
El 16 de marzo, otra amplia "batería de emergencia" fue adoptada, especificando varias multas por violaciones del protocolo, para entrar en vigor inmediatamente. Reuniones sociales, culturales y políticas, en espacios cerrados o al aire libre, fueron prohibidas, y los infractores podrían ser multados en hasta 5 millones de lek (o 40.000 euros). Las estaciones de televisión fueron prohibidas de haber más de dos personas en la misma sala para un programa de entrevistas, bajo pena de una multa de 1 millón de lek (8300 euros). Los hospitales privados que se rechacen a ofertar capacidades serían multados en hasta 5 millones de lek (40000 euros). Cualquier comercio de alimentos o medicamentos que no cumpliera las normativas de seguridad del gobierno especificados para combatir infecciones arriesgaría una multa de hasta 10 millones de lek (83.000 euros). La legislación, llamada "acto normativo", es una ley de emergencia que entra en vigor sin la aprobación previa del parlamento. Además de eso, fue impuesto un toque de queda nacional: todos los días, todos los ciudadanos eran obligados a retornar para quedar en sus casas a partir de las 18:00, así como la prohibición de sentar en locales públicos. Los que sean violados serán multados.